# Портрет чоловіка
Портрет чоловіка — картина Тиціана (полотно, олія, 50.2 x 45.1 см), що відноситься приблизно до 1512. Вільгельм фон Боде вважав автором Джорджоне, Ріхтер — Якопо Пальму, але Роберто Лонгі, Суйда, Філліпс, Морассі та інші — саме Тиціана.
Належала сім'ї Грімані у Венеції, пізніше зберігалася у Лондоні. Від 1913 знаходиться в Метрополітен-музеї у Нью-Йорку (каталог. номер 14.40.640).